# Lycée Français Charles de Gaulle

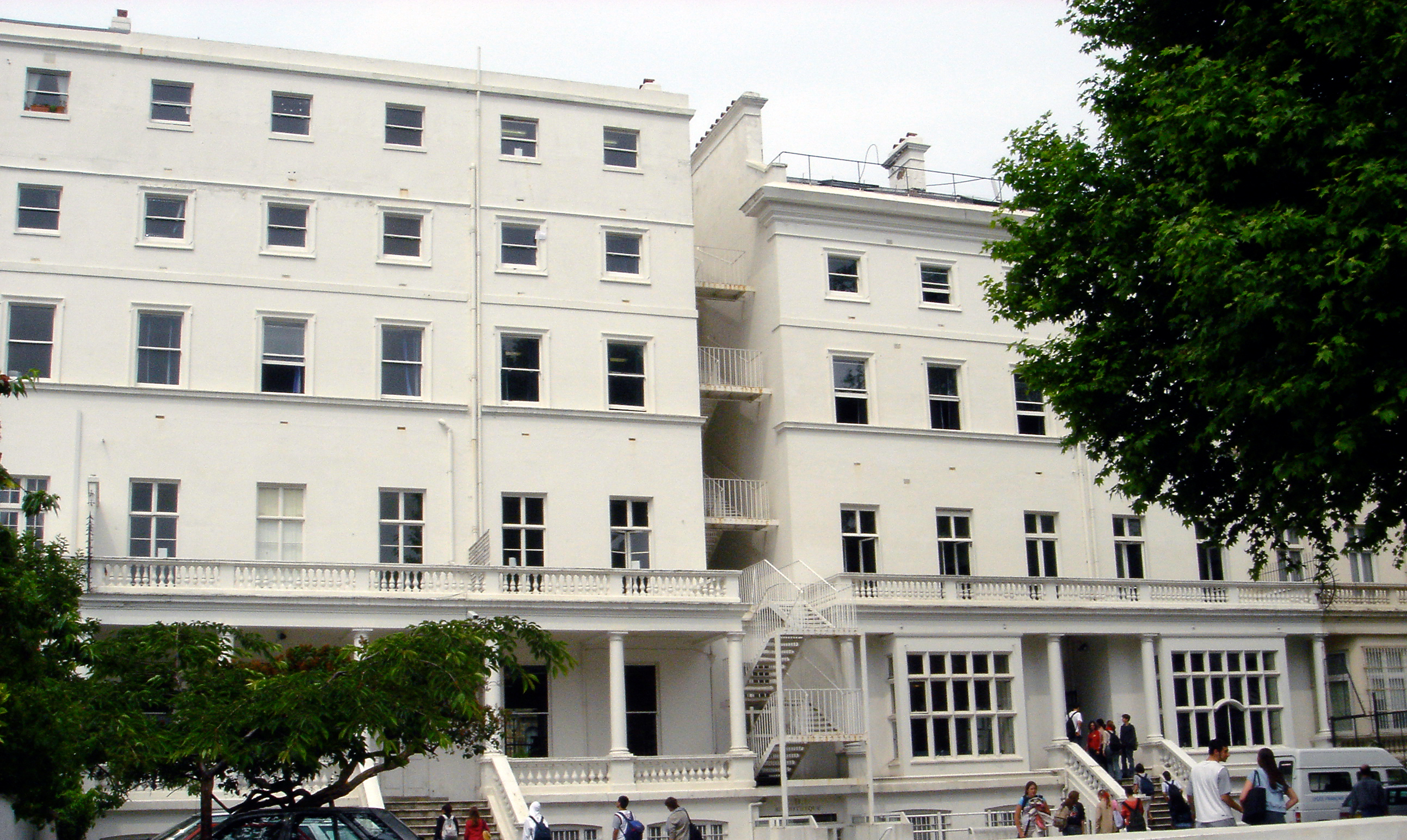
Lycée Français Charles de Gaulle

Il Lycée Français Charles de Gaulle è un comprensorio scolastico in lingua francese di South Kensington, Londra.
Esso impartisce corsi di istruzione primaria e secondaria.
Fondato nel 1915, l'istituto ha più di 3 000 iscritti dai 3 ai 18 anni.
Si tratta di un punto di riferimento importante per la folta comunità francese residente a Londra. I risultati accademici agli esami del Baccalauréat sono ottimi se si considera il fatto che si tratta di un istituto francese all'estero.